# پارک ملی قراکول
پارک ملی قراکول (به لاتین: Karakol Nature Park) یک پارک ملی در قرقیزستان است که در شهرستان آق‌سو، قرقیزستان واقع شده‌است.